# Douzième circonscription législative d'Estonie

Localisation de la circonscription

La douzième circonscription législative d’Estonie est une circonscription électorale estonienne. Cette circonscription se compose d’un comté : celui de Pärnu. Elle est représentée par 6 sièges à l’Assemblée nationale d’Estonie (estonien, Eesti Riigikogu).

## Résultats

### Années 2020

#### 2023
| Parti                  | Parti                                         | Voix   | %     | +/-  | Sièges | +/-           | A.S.c. |
| ---------------------- | --------------------------------------------- | ------ | ----- | ---- | ------ | ------------- | ------ |
|                        | Parti de la réforme d'Estonie (ERE)           | 12 955 | 29,53 | 3,18 | 2      | en stagnation | -      |
|                        | Parti populaire conservateur d'Estonie (EKRE) | 11 398 | 25,98 | 2,10 | 2      | en stagnation | -      |
|                        | Estonie 200 (E200)                            | 5 611  | 12,79 | 9,42 | 1      | 1             | +1     |
|                        | Parti du centre d'Estonie (EKE)               | 5 006  | 11,41 | 7,79 | 1      | en stagnation | -      |
|                        | Isamaa (IE)                                   | 4 375  | 9,97  | 2,27 | 0      | 1             | +1     |
|                        | Parti social-démocrate (SDE)                  | 2 938  | 6,70  | 0,05 | 0      | en stagnation | -      |
|                        | La Droite (P)                                 | 951    | 2,17  | Nv.  | 0      | en stagnation | -      |
|                        | Parti vert estonien (EER)                     | 350    | 0,80  | 0,43 | 0      | en stagnation | -      |
|                        | Parti de la gauche unie d'Estonie (EÜVP)      | 288    | 0,66  | 0,56 | 0      | en stagnation | -      |
|                        |                                               |        |       |      |        |               |        |
| Votes valides          | Votes valides                                 | 43 872 | 99,45 |      |        |               |        |
| Votes invalides        | Votes invalides                               | 241    | 0,55  |      |        |               |        |
| Total                  | Total                                         | 44 113 | 100   | -    | 6      | en stagnation | 2      |
| Abstentions            | Abstentions                                   | 26 890 | 37,87 |      |        |               |        |
| Inscrits/Participation | Inscrits/Participation                        | 71 003 | 62,13 |      |        |               |        |

| Parti | Parti | Députés                              |
| ----- | ----- | ------------------------------------ |
|       | ERE   | - Annely Akkermann - Toomas Kivimägi |
|       | EKRE  | - Mart Helme - Alar Laneman          |
|       | E200  | - Kadri Tali - Peeter Tali (C)       |
|       | EKE   | - Andrei Korobeinik                  |
|       | IE    | - Andres Metsoja (C)                 |

### Années 2010

#### 2019
| Parti                  | Parti                                         | Voix   | %     | +/-  | Sièges | +/-           | A.S.c. |
| ---------------------- | --------------------------------------------- | ------ | ----- | ---- | ------ | ------------- | ------ |
|                        | Parti populaire conservateur d'Estonie (EKRE) | 11 575 | 28,08 | 9,86 | 2      | 1             | -      |
|                        | Parti de la réforme d'Estonie (ERE)           | 10 860 | 26,35 | 2,57 | 2      | en stagnation | +1     |
|                        | Parti du centre d'Estonie (EKE)               | 7 913  | 19,20 | 0,08 | 1      | en stagnation | -      |
|                        | Isamaa (IE)                                   | 5 045  | 12,24 | 1,29 | 1      | en stagnation | -      |
|                        | Parti social-démocrate (SDE)                  | 2 780  | 6,75  | 5,01 | 0      | 1             | -      |
|                        | Estonie 200 (E200)                            | 1 390  | 3,37  | Nv.  | 0      | en stagnation |        |
|                        | Parti de la biodiversité (EE)                 | 624    | 1,51  | Nv.  | 0      | en stagnation |        |
|                        | Parti vert estonien (EER)                     | 506    | 1,23  | 0,59 | 0      | en stagnation |        |
|                        | Parti libre d'Estonie (EVA)                   | 481    | 1,17  | 5,41 | 0      | en stagnation |        |
|                        | Parti de la gauche unie d'Estonie (EÜVP)      | 41     | 0,10  | 0,05 | 0      | en stagnation |        |
|                        |                                               |        |       |      |        |               |        |
| Votes valides          | Votes valides                                 | 41 215 | 99,50 |      |        |               |        |
| Votes invalides        | Votes invalides                               | 207    | 0,50  |      |        |               |        |
| Total                  | Total                                         | 41 422 | 100   | -    | 6      | en stagnation | 1      |
| Abstentions            | Abstentions                                   | 25 430 | 38,04 |      |        |               |        |
| Inscrits/Participation | Inscrits/Participation                        | 66 852 | 61,96 |      |        |               |        |

| Parti | Parti | Députés                                                 |
| ----- | ----- | ------------------------------------------------------- |
|       | EKRE  | - Mart Helme - Alar Laneman                             |
|       | ERE   | - Annely Akkermann - Toomas Kivimägi - Jüri Jaanson (C) |
|       | EKE   | - Kadri Simson                                          |
|       | IE    | - Andres Metsoja                                        |

#### 2015
| Parti                  | Parti                                         | Voix   | %     | +/-   | Sièges | +/-           | A.S.c. |
| ---------------------- | --------------------------------------------- | ------ | ----- | ----- | ------ | ------------- | ------ |
|                        | Parti de la réforme d'Estonie (ERE)           | 11 412 | 28,92 | 0,40  | 2      | en stagnation | -      |
|                        | Parti du centre d'Estonie (EKE)               | 7 544  | 19,12 | 1,68  | 1      | en stagnation | -      |
|                        | Parti populaire conservateur d'Estonie (EKRE) | 7 188  | 18,22 | 16,14 | 1      | 1             | -      |
|                        | Union Pro Patria et Res Publica (IRL)         | 5 337  | 13,53 | 8,33  | 1      | en stagnation | -      |
|                        | Parti social-démocrate (SDE)                  | 4 641  | 11,76 | 0,76  | 1      | en stagnation | -      |
|                        | Parti libre d'Estonie (EVA)                   | 2 596  | 6,58  | Nv.   | 0      | en stagnation | -      |
|                        | Parti de l'unité nationale (RÜE)              | 381    | 0,97  | Nv.   | 0      | en stagnation | -      |
|                        | Parti vert estonien (EER)                     | 251    | 0,64  | 10,15 | 0      | en stagnation | -      |
|                        | Parti de l'indépendance estonienne (EIP)      | 88     | 0,22  | 0,84  | 0      | en stagnation | -      |
|                        | Parti de la gauche unie estonienne (EUV)      | 21     | 0,05  | Nv.   | 0      | en stagnation | -      |
|                        |                                               |        |       |       |        |               |        |
| Votes valides          | Votes valides                                 | 39 459 | 99,24 |       |        |               |        |
| Votes invalides        | Votes invalides                               | 303    | 0,76  |       |        |               |        |
| Total                  | Total                                         | 39 762 | 100   | -     | 6      | 1             | 0      |
| Abstentions            | Abstentions                                   | 25 884 | 39,43 |       |        |               |        |
| Inscrits/Participation | Inscrits/Participation                        | 65 646 | 60,57 |       |        |               |        |

| Parti | Parti | Députés                          |
| ----- | ----- | -------------------------------- |
|       | ERE   | - Toomas Kivimägi - Jüri Jaanson |
|       | EKE   | - Kadri Simson                   |
|       | EKRE  | - Mart Helme                     |
|       | IRL   | - Andres Metsoja                 |
|       | SDE   | - Indrek Saar                    |

#### 2011
| Parti                  | Parti                                          | Voix   | %     | +/-  | Sièges | +/-           | A.S.c. |
| ---------------------- | ---------------------------------------------- | ------ | ----- | ---- | ------ | ------------- | ------ |
|                        | Parti de la réforme d'Estonie (ERE)            | 11 480 | 28,52 | 0,74 | 2      | en stagnation | -      |
|                        | Union Pro Patria et Res Publica (IRL)          | 8 798  | 21,86 | 2,03 | 1      | en stagnation | +1     |
|                        | Parti du centre d'Estonie (KESK)               | 7 022  | 17,44 | 4,84 | 1      | 1             | -      |
|                        | Parti social-démocrate (SDE)                   | 5 041  | 12,52 | 1,70 | 1      | en stagnation | -      |
|                        | Les Verts (EER)                                | 4 344  | 10,79 | 2,63 | 0      | en stagnation | -      |
|                        | Union populaire estonienne (ERL)               | 839    | 2,08  | 6,18 | 0      | en stagnation | -      |
|                        | Parti de l'indépendance estonienne (EIP)       | 428    | 1,06  | 0,45 | 0      | en stagnation | -      |
|                        | Parti des démocrates-chrétiens estoniens (EKD) | 182    | 0,45  | 0,92 | 0      | en stagnation | -      |
|                        | Parti russe en Estonie (VEE)                   | 136    | 0,34  | 0,14 | 0      | en stagnation | -      |
|                        | Indépendants (2)                               | 1 985  | 4,93  | -    | 0      | en stagnation |        |
|                        |                                                |        |       |      |        |               |        |
| Votes valides          | Votes valides                                  | 40 255 | 99,01 |      |        |               |        |
| Votes invalides        | Votes invalides                                | 404    | 0,99  |      |        |               |        |
| Total                  | Total                                          | 40 659 | 100   | -    | 5      | 1             | 1      |
| Abstentions            | Abstentions                                    | 28 451 | 41,17 |      |        |               |        |
| Inscrits/Participation | Inscrits/Participation                         | 69 110 | 58,83 |      |        |               |        |

| Parti | Parti | Députés                                 |
| ----- | ----- | --------------------------------------- |
|       | ERE   | - Rein Lang - Väino Linde               |
|       | IRL   | - Annely Akkermann - Toomas Tõniste (C) |
|       | EKE   | - Kadri Simson                          |
|       | SDE   | - Marianne Mikko                        |